# Leopold Hainisch
Leopold Hainisch (né le 2 novembre 1891 à Vienne, mort le 21 février 1979 à Hambourg) est un acteur, chanteur d'opéra, metteur en scène et réalisateur autrichien de théâtre, de cinéma et de télévision.

## Biographie
En 1907, il devient élève de l'académie de musique et des arts du spectacle de Vienne et suit des cours particuliers de théâtre, de chant et de musique. Il fait ses débuts d'acteur à 20 ans dans divers théâtres provinciaux et au Theater in der Josefstadt. Pendant la Première Guerre mondiale, il effectue son service militaire de 1914 à 1918 et reprend sa carrière d'acteur en 1919 avec une apparition au Carltheater. Suivent des apparitions dans d'autres théâtres viennois ainsi qu'à Francfort et Berlin.
À Berlin, où il travaille principalement à partir de 1924, il devient également directeur principal du Central-Theater et chanteur à l'opéra. De 1927 à 1933, il est directeur, metteur en scène et acteur des Vereinigten Winterberg-Bühnen. Le 1er mai 1933, Leopold Hainisch devient directeur principal de la Funk-Stunde Berlin et nommé directeur principal et chef du département d'opéra, d'oratorio et d'opérette. Du 1er juin 1937 au 30 avril 1939, il est directeur principal du Fernsehsender Paul Nipkow, fondateur de l'ère de la télévision en Allemagne. Il y met en scène une série de programmes expérimentaux, dont les premières pièces de théâtre télévisées comme Adrian, der Tulpendieb d'Otto Rombach (de) (première diffusion : 13 janvier 1938).
Le 1er mai 1939, Hainisch rejoint la société de production cinématographique Tobis, où il fait ses débuts en tant que réalisateur avec la biographie de Mozart Une petite musique de nuit (de). Viennent ensuite d'autres productions historiques autrichiennes. Pendant la Seconde Guerre mondiale, il dirige également le département jeunesse de Tobis.
À la fin de la Seconde Guerre mondiale en 1945, Hainisch vit au Tyrol, où il aide le nouveau gouvernement à mettre en place le secteur culturel autrichien et fonde la société de production Tirol-Film, dont il est directeur jusqu'en 1948 et pour laquelle il a, entre autres choses, écrit Erde d'après le drame de Karl Schönherr (de). Au cours des années suivantes, il travaille à la fois comme acteur et comme réalisateur dans le cinéma, mais se distingue davantage par la quantité que par la qualité. De 1946 à 1956, il réalise 75 films pour la société de production télévisuelle américaine Ambassador-Film. Entre 1957 et 1970, Hainisch réalise souvent des productions théâtrales et des productions télévisées autrichiennes telles que des films musicaux et de ballet, des spectacles, des portraits d'artistes et, à partir de 1959, la série Der Fenstergucker. Il réalise à plusieurs reprises des courts métrages, des documentaires et des films industriels.
En 1970, le metteur en scène Boy Gobert l'emmène au Théâtre Thalia de Hambourg, où Leopold Hainisch, désormais nommé professeur, consacre les dernières années de sa vie au théâtre. Sa dernière apparition sur scène a lieu en tant que prêtre dans Hamlet à l'automne 1978. À peu près au même moment, l'homme de 87 ans se tient une dernière fois devant la caméra pour le scénario apocalyptique de Peter Fleischmann La Maladie de Hambourg. Leopold Hainisch, surnommé affectueusement "Poldi" par ses collègues et, plus tard, "Papa", meurt à Hambourg au printemps 1979 et est enterré au cimetière d'Ohlsdorf.

## Filmographie

### En tant que réalisateur
- 1939 : Une petite musique de nuit (de)
- 1940 : Scandale à Vienne
- 1941 : Der Meineidbauer
- 1943 : Lache Bajazzo
- 1944 : Romantische Brautfahrt
- 1947 : La Terre
- 1948 : Ulli et Marei
- 1951 : Ce que le cœur ordonne (de)
- 1953 : Der Verschwender
- 1954 : Hochzeitsreise (TV)
- 1954 : Himmlische Musik
- 1957 : Die Ebene der sterbenden Schlösser (TV)
- 1958 : Das verräterische Herz (TV)
- 1958-1965 : Der Fenstergucker (série télévisée, 11 épisodes)

### En tant que scénariste
- 1948 : Ulli et Marei
- 1954 : Hochzeitsreise (TV)
- 1954 : Himmlische Musik
- 1957 : Die Ebene der sterbenden Schlösser (TV)
- 1958-1965 : Der Fenstergucker (série télévisée, 9 épisodes)

### En tant qu'acteur
- 1948 : Ulli et Marei
- 1949 : Jeunes Filles de Vienne
- 1954 : Cabaret (de)
- 1954 : Weg in die Vergangenheit
- 1955 : La Fin d'Hitler
- 1957 : Vacances au Tyrol (de)
- 1959 : Dans les griffes du tigre
- 1959 : Der Verräter (TV)
- 1960 : Ich heiße Robert Guiscard (TV)
- 1962 : Nicht zuhören, meine Damen! (TV)
- 1962 : Das Protektionskind (TV)
- 1963 : La Marraine de Charley
- 1967 : Der Gürtel (TV)
- 1969 : Kathi - Der Stationsweg einer österreichischen Passion (TV)
- 1969-1970 : Die große Glocke (série télévisée, 5 épisodes)
- 1970 : Rebell in der Soutane (TV)
- 1970 : Der alte Richter (série télévisée, 1 épisode)
- 1971 : Wenn der Vater mit dem Sohne (série télévisée, 1 épisode)
- 1973 : Eigentlich hatte ich Angst... - Die Geschichte eines ungewöhnlichen Helden (TV)
- 1974 : Im Auftrag von Madame (série télévisée, 1 épisode)
- 1977 : In freier Landschaft (série télévisée, 1 épisode)
- 1979 : La Maladie de Hambourg